# Elezioni regionali in Veneto del 2000
Le elezioni regionali italiane del 2000 in Veneto si sono tenute il 16 aprile. Esse hanno visto la vittoria del presidente uscente Giancarlo Galan, sostenuto dalla Casa delle Libertà, che ha sconfitto il candidato del centro-sinistra, Massimo Cacciari.

## Risultati
| Candidati                                                       | Candidati                                                       | Voti                                                            | %     | Liste                                    | Voti      | %     | Seggi |
| --------------------------------------------------------------- | --------------------------------------------------------------- | --------------------------------------------------------------- | ----- | ---------------------------------------- | --------- | ----- | ----- |
|                                                                 | Giancarlo Galan (Veneto) ✔️ Presidente                          | 1 484 585                                                       | 54,96 | Forza Italia                             | 696 358   | 30,38 | 17    |
| Lega Nord                                                       | Giancarlo Galan (Veneto) ✔️ Presidente                          | 1 484 585                                                       | 54,96 | 274 472                                  | 11,97     | 6     |       |
| Alleanza Nazionale                                              | Giancarlo Galan (Veneto) ✔️ Presidente                          | 1 484 585                                                       | 54,96 | 225 194                                  | 9,82      | 5     |       |
| Cristiani Democratici Uniti                                     | Giancarlo Galan (Veneto) ✔️ Presidente                          | 1 484 585                                                       | 54,96 | 102 967                                  | 4,49      | 2     |       |
| Centro Cristiano Democratico                                    | Giancarlo Galan (Veneto) ✔️ Presidente                          | 1 484 585                                                       | 54,96 | 53 580                                   | 2,34      | 1     |       |
| Partito Socialista - Socialdemocrazia - Laburismo               | Giancarlo Galan (Veneto) ✔️ Presidente                          | 1 484 585                                                       | 54,96 | 16 249                                   | 0,71      | –     |       |
| Liberal Sgarbi - I Libertari                                    | Giancarlo Galan (Veneto) ✔️ Presidente                          | 1 484 585                                                       | 54,96 | 12 413                                   | 0,54      | –     |       |
| Unione Democratici Veneti                                       | Giancarlo Galan (Veneto) ✔️ Presidente                          | 1 484 585                                                       | 54,96 | 1 730                                    | 0,08      | –     |       |
| Seggi assegnati alla lista regionale                            | Seggi assegnati alla lista regionale                            | Seggi assegnati alla lista regionale                            | 54,96 | 6                                        |           |       |       |
|                                                                 | Massimo Cacciari (Cacciari per il Veneto)                       | 1 032 255                                                       | 38,22 | Lista Cacciari (Dem. - PPI - RI - Udeur) | 312 347   | 13,63 | 9     |
| Democratici di Sinistra                                         | Massimo Cacciari (Cacciari per il Veneto)                       | 1 032 255                                                       | 38,22 | 282 644                                  | 12,33     | 8     |       |
| Partito della Rifondazione Comunista                            | Massimo Cacciari (Cacciari per il Veneto)                       | 1 032 255                                                       | 38,22 | 68 375                                   | 2,98      | 2     |       |
| Federazione dei Verdi                                           | Massimo Cacciari (Cacciari per il Veneto)                       | 1 032 255                                                       | 38,22 | 53 464                                   | 2,33      | 1     |       |
| Socialisti Democratici Italiani - Partito Repubblicano Italiano | Massimo Cacciari (Cacciari per il Veneto)                       | 1 032 255                                                       | 38,22 | 29 355                                   | 1,28      | 1     |       |
| Partito dei Comunisti Italiani                                  | Massimo Cacciari (Cacciari per il Veneto)                       | 1 032 255                                                       | 38,22 | 23 349                                   | 1,02      | 1     |       |
| Seggio assegnato al candidato presidente classificatosi secondo | Seggio assegnato al candidato presidente classificatosi secondo | Seggio assegnato al candidato presidente classificatosi secondo | 38,22 | 1                                        |           |       |       |
|                                                                 | Fabrizio Comencini                                              | 71 878                                                          | 2,66  | Veneti d'Europa                          | 56 448    | 2,46  | –     |
|                                                                 | Marco Cappato                                                   | 66 457                                                          | 2,46  | Lista Emma Bonino                        | 54 844    | 2,39  | –     |
|                                                                 | Fabio Padovan                                                   | 49 975                                                          | 1,85  | Fronte Marco Polo                        | 28 568    | 1,25  | –     |
| Totale                                                          | Totale                                                          | 2 701 150                                                       | 100   |                                          | 2 292 357 | 100   | 60    |

## Consiglieri eletti
| Collegio           | Lista                                                         | Eletto                 |
| ------------------ | ------------------------------------------------------------- | ---------------------- |
| Collegio regionale | Veneto                                                        | Giancarlo Galan        |
| Collegio regionale | Veneto                                                        | Paolo Scaravelli       |
| Collegio regionale | Veneto                                                        | Francesco Piccolo      |
| Collegio regionale | Veneto                                                        | Barbara Degani         |
| Collegio regionale | Veneto                                                        | Tiziano Zigiotto       |
| Collegio regionale | Veneto                                                        | Enrico Cavaliere       |
| Collegio regionale | Cacciari per il Veneto                                        | Massimo Cacciari       |
| Venezia            | Forza Italia                                                  | Renato Chisso          |
| Venezia            | Forza Italia                                                  | Cesare Campa           |
| Venezia            | Forza Italia                                                  | Carlo Alberto Tesserin |
| Venezia            | Democratici di Sinistra                                       | Giampietro Marchese    |
| Venezia            | Democratici di Sinistra                                       | Lucio Tiozzo           |
| Venezia            | Lista Cacciari                                                | Igino Michieletto      |
| Venezia            | Alleanza Nazionale                                            | Bruno Canella          |
| Venezia            | Lega Nord                                                     | Daniele Stival         |
| Venezia            | Partito della Rifondazione Comunista                          | Pietrangelo Pettenò    |
| Venezia            | Federazione dei Verdi                                         | Gianfranco Bettin      |
| Venezia            | Partito dei Comunisti Italiani                                | Severino Galante       |
| Venezia            | Socialisti Democratici Italiani-Partito Repubblicano Italiano | Elso Resler            |
| Belluno            | Forza Italia                                                  | Floriano Pra           |
| Belluno            | Lista Cacciari                                                | Guido Trento           |
| Padova             | Forza Italia                                                  | Luigi Peloso           |
| Padova             | Forza Italia                                                  | Vittoriano Mazzon      |
| Padova             | Forza Italia                                                  | Leonardo Padrin        |
| Padova             | Lista Cacciari                                                | Anna Margherita Miotto |
| Padova             | Lista Cacciari                                                | Franco Frigo           |
| Padova             | Democratici di Sinistra                                       | Flavio Zanonato        |
| Padova             | Democratici di Sinistra                                       | Giovanni Gallo         |
| Padova             | Alleanza Nazionale                                            | Raffaele Zanon         |
| Padova             | Lega Nord                                                     | Maurizio Conte         |
| Padova             | Cristiani Democratici Uniti                                   | Iles Braghetto         |
| Padova             | Partito della Rifondazione Comunista                          | Maurizio Tosi          |
| Rovigo             | Forza Italia                                                  | Renzo Marangon         |
| Rovigo             | Democratici di Sinistra                                       | Elder Campion          |
| Treviso            | Forza Italia                                                  | Fabio Gava             |
| Treviso            | Forza Italia                                                  | Amedeo Gerolimetto     |
| Treviso            | Forza Italia                                                  | Remo Sernagiotto       |
| Treviso            | Lega Nord                                                     | Federico Caner         |
| Treviso            | Lega Nord                                                     | Franco Manzato         |
| Treviso            | Lista Cacciari                                                | Francesco Adami        |
| Treviso            | Lista Cacciari                                                | Maria Luisa Campagner  |
| Treviso            | Democratici di Sinistra                                       | Adriana Costantini     |
| Treviso            | Alleanza Nazionale                                            | Franco Prior           |
| Treviso            | Cristiani Democratici Uniti                                   | Antonio Padoin         |
| Verona             | Forza Italia                                                  | Angelo Fiorin          |
| Verona             | Forza Italia                                                  | Raffaele Bazzoni       |
| Verona             | Forza Italia                                                  | Giancarlo Conta        |
| Verona             | Lista Cacciari                                                | Gustavo Franchetto     |
| Verona             | Lega Nord                                                     | Flavio Tosi            |
| Verona             | Alleanza Nazionale                                            | Massimo Giorgetti      |
| Verona             | Democratici di Sinistra                                       | Nadir Welponer         |
| Verona             | Centro Cristiano Democratico                                  | Franco Bozzolin        |
| Vicenza            | Forza Italia                                                  | Nadia Qualarsa         |
| Vicenza            | Forza Italia                                                  | Raffaele Grazia        |
| Vicenza            | Forza Italia                                                  | Gaetano Fontana        |
| Vicenza            | Lega Nord                                                     | Marino Finozzi         |
| Vicenza            | Lista Cacciari                                                | Achille Variati        |
| Vicenza            | Lista Cacciari                                                | Maria Pia Mainardi     |
| Vicenza            | Alleanza Nazionale                                            | Elena Donazzan         |
| Vicenza            | Democratici di Sinistra                                       | Claudio Rizzato        |